# Borge og slotte i Wales
Dette er en liste over borge og slotte i Wales, der omtales som "castle capital of the world" på grund af deres høje densitet. Wales havde omrkgin 600 borge og slotte, hvoraf omkring 100 stadig er bevaret enten som ruiner eller som restaurererede bygninger. Resten er gået til grunde eller er i dag blot tørre voldgrave, jordvolde og lignende voldsteder. Mange af dem drives af Cadw, der er Wales' regerings organisation, der tager sig af historiske og forhistoriske mindesmærker.
De fire borge Beaumaris, Caernarfon, Conwy og Harlech udgør "det fineste eksempel på sen 1200-tals og tidlig 1300-tals militærarkitektur i Europa", hvilket er klassificeret som et Verdensarvssted sammen med Edvard 1.'s andre borge og bymure i Gwynedd.

## Bridgend
Borge og slotte der kun består af jordvolde, fragmenter eller ingen rester inkluderer:
- Llangewydd Castle
- Oldcastle Bridgend
- Stormy Castle

| Navn              | Image                                  | Type                 | Dato                      | Stand              | Ejerskab/adgang | Noter                                    |
| ----------------- | -------------------------------------- | -------------------- | ------------------------- | ------------------ | --------------- | ---------------------------------------- |
| Candleston Castle | Candleston Castle 2009                 | Forskanset herregård | 1300-tallet               | Ruin               |                 | Kun tårnet er tilbage.                   |
| Coity Castle      | Coity Castle, Nr Bridgend              | Keep og bailey       | 1100-tallet - 1300-tallet | Ruin               | Cadw            | Prominently sited above Heol West Plas   |
| Kenfig Castle     | Ruinerne af Kenfig Castle              | Keep og bailey       | 1100-tallet               | Fragmenter bevaret |                 | Ruiner og jordvolde langs floden Cynfig. |
| Llangynwyd Castle | Overgroede ruiner af Llangynwyd Castle |                      | 1100-tallet               | Fragmenter bevaret |                 | Ruiner og jordvolde.                     |
| Newcastle         | Newcastle Castle - Bridgend            | Enclosure castle     | 1100-tallet               | Ruin               | Cadw            | Borgens har en normannisk indgangsdør.   |

## Caerphilly
| Navn              | Image                     | Type            | Dato                      | Stand                     | Ejerskab/adgang | Noter                                                                            |
| ----------------- | ------------------------- | --------------- | ------------------------- | ------------------------- | --------------- | -------------------------------------------------------------------------------- |
| Caerphilly Castle | Caerphilly Castle         | Koncentrisk bor | 1200-tallet - 1300-tallet | Ruin, delvist restaureret | Cadw            | Den største middelalderborg i Wales.                                             |
| Ruperra Castle    | Ruperra Castle            | Mock castle     | 1600-tallet               | Ruin                      | Privat          | Det seneste eksempel på Elizabethinask og jakobitter-arkitektur på en herregård. |
| Morgraig Castle   | Ruins of Castell Morgraig |                 | 1200-tallet               | Fragmenter bevaret        |                 | Forladt ufærdgigt 1267.                                                          |

## Cardiff
| Navn             | Image                   | Type             | Dato                                   | Stand                         | Ejerskab/adgang       | Noter                                                                                    |
| ---------------- | ----------------------- | ---------------- | -------------------------------------- | ----------------------------- | --------------------- | ---------------------------------------------------------------------------------------- |
| Cardiff Castle   | Cardiff Castle          | Keep             | 1000-tallet                            | Ruin, med delvis restaurering | Cardiff Council       | Opført inden for murene af et romersk fort af Vilhelm Erobreren af England omkring 1081. |
| Castell Coch     | Castell Coch - exterior | Nygotik          | 1800-tallet (oprindeligt 1000-tallet ) | Intakt                        | Cadw                  | En blanding af middelalderarkitektur og højviktoriansk nygotik.                          |
| St Fagans Castle | St Fagans Castle        | Enclosure castle | 1200-tallet                            | Ruin                          | National Museum Wales | Resterne af denne middelalderborg er gemt under en herregård fra Elisabetansk tid.       |

## Carmarthenshire
| Navn                   | Image                                                    | Type             | Dato                      | Stand | Ejerskab/adgang         | Noter |
| ---------------------- | -------------------------------------------------------- | ---------------- | ------------------------- | ----- | ----------------------- | --- |
| Carreg Cennen Castle   | Carreg Cennen Castle                                     | Enclosure castle | 1200-tallet               | Ruin  | Cadw                    | Carreg Cennen Castle ligger spektakulært på toppen af en høj kalkstensklint.                                    |
| Carmarthen Castle      | Main gateway til Castell Caerfyrddin / Carmarthen Castle | Keep             | 1000-tallet               | Ruin  | Carmarthenshire Council | Resterne af denne middelalderfæstning er dække af moderne bygninger og et County Hall.                          |
| Dinefwr Castle         | Det runde keep på Dinefwr Castle                         |                  | 1000-tallet               |       | Cadw                    | |
| Dryslwyn Castle        | Dryslwyn Castle                                          |                  | 1200-tallet               |       | Cadw                    | Ødelagte ruiner af en middelalderborg på toppen af en isoleret og høj bakke, der rejser sig fra Tywis flodleje. |
| Kidwelly Castle        | Portbygningen på Kidwelly Castle                         |                  | 1100-tallet og før        |       | Cadw                    | |
| Laugharne Castle       | Laugharne Castle                                         |                  | 1200-tallet               |       | Cadw                    | |
| Llandovery Castle      | Llandovery Castle                                        |                  | 1000-tallet               |       |                         | |
| Llansteffan Castle     | Llansteffan Castle                                       |                  | 1100-tallet               |       | Cadw                    | |
| Castell Moel           | Castell Moel set fra Llansteffan Road                    |                  | 1500-tallet               |       |                         | |
| Newcastle Emlyn Castle | Newcastle Emlyn Castle                                   |                  | 1200-tallet & 1400-tallet |       |                         | |

## Ceredigion
Castles hvoraf der kun er jordvolde tilbage, eller som er helt forsvundet inkluderer:
- Aberdyfi Castle
- Adpar Motte
- Blaenporth Castle
- Caer Penrhos
- Castell Abereinon
- Castell Cadwgan
- Castell Caerwedros
- Castell Dol Wllf
- Castell Gwallter
- Castell Gwynionydd
- Castell Hywel
- Castell Llwyn Gwinau
- Castell Nant y Garan
- Castell Pistog
- Castell Pridd
- Castell Trefilan
- Crugyn Dimai
- Dinerth Castle
- Lampeter Castle
- Llanrhystud Castle
- Llanwnen Castle
- Llwynduris Castle
- Manian Fawr
- Nant yr Arian Castle
- Nantperchellan
- Pen y Castell, Llanilar
- Penycastell, Eithin-gleision
- Rheidol Castle
- St Marys Old Church Motte
- Tan y Castell
- Tomen Llanio
- Tomen Rhyd Owen
- Ystrad Peithyll Castle

| Navn                 | Image                                                        | Type | Dato        | Stand | Ejerskab/adgang           | Noter |
| -------------------- | ------------------------------------------------------------ | ---- | ----------- | ----- | ------------------------- | --- |
| Aberystwyth          | External view of the North Gate                              |      | 1200-tallet |       |                           | Opførslen blev igangsat i 1277 under Edvard 1., og den stod færdig i 1289. Ruinerne er blevet renoveret og er nu en del af en offentlig park.                                                               |
| Cardigan Castle      | Cardigan Castle.                                             |      | 1200-tallet |       | Ceredigion County Council | Anlagt med overblik over Cardigan Bridge. Dele af ringmuren er bevaret samt den stejle borgbanke. Der er rester af halvrunde tårne, hvoraf det største er inkorporeret i Castle Green House fra 1800-tallet |
| Ystrad Meurig Castle | Rhosgoch Motte, the surviving part of Ystrad Peithyll Castle |      | 1100-tallet |       |                           | Borgen blev opført omkring 1110. Kun jordvolde er bevaret, men fundamentet af et stort rektangulært tårn på 18-20m kan stadig ses.                                                                          |

## Conwy
| Navn               | Image | Type | Dato        | Stand | Ejerskab/adgang | Noter |
| ------------------ | --- | ---- | ----------- | ----- | --------------- | ----- |
| Conwy Castle       | Conwy Castle |      | 1200-tallet |       | Cadw            |       |
| Deganwy Castle     | Castell Deganwy Castle (Welsh: Caer Ddegannwy; Modern Welsh: Castell Degannwy) was an early stronghold of Gwynedd and lies in Deganwy at the mouth of the River Conwy in Conwy, North Wales. |      | 1200-tallet |       |                 |       |
| Dolwyddelan Castle | Dolwyddelan Castle |      | 1200-tallet |       | Cadw            |       |
| Gwrych Castle      | Gwrych Castle |      | 1800-tallet |       | Clayton Hotels  |       |
| Gwydir Castle      | Gwydir Castle |      | 1500-tallet |       | Privat          |       |

## Denbighshire
| Navn               | Image                          | Type | Dato                                      | Stand | Ejerskab/adgang | Noter |
| ------------------ | ------------------------------ | ---- | ----------------------------------------- | ----- | --------------- | ----- |
| Bodelwyddan Castle | Bodelwyddan Castle             |      | 1800-tallet (Oprindeligt fra 1400-tallet) |       |                 |       |
| Denbigh Castle     | Denbigh Castle                 |      | 1200-tallet -1300-tallet                  |       | Cadw            |       |
| Dinas Brân         | The interior of Dinas Brân     |      | 1100-tallet                               |       |                 |       |
| Dyserth Castle     |                                |      | 1200-tallet                               |       |                 |       |
| Rhuddlan Castle    | Rhuddlan Castle from the west. |      | 1200-tallet                               |       | Cadw            |       |
| Ruthin Castle      | The old part.                  |      | 1200-tallet                               |       | Hotel           |       |
| Twthill            | Twthill Castle                 |      | 1000-tallet                               |       | Cadw            |       |
| Prestatyn Castle   |                                |      | 1100-tallet                               |       |                 |       |

## Flintshire
| Navn                | Image                           | Type | Dato        | Stand | Ejerskab/adgang | Noter |
| ------------------- | ------------------------------- | ---- | ----------- | ----- | --------------- | ----- |
| Caergwrle Castle    | A ruin wall on a hilltop.       |      | 1200-tallet |       |                 |       |
| Ewloe Castle        | Ewloe Castle                    |      | 1100-tallet |       | Cadw            |       |
| Flint Castle        | Flint Castle in Wales           |      | 1200-tallet |       | Cadw            |       |
| Hawarden Castle     | Hawarden 'Old' Castle           |      | 1200-tallet |       |                 |       |
| New Hawarden Castle | New Hawarden Castle 2006        |      | 1700-tallet |       |                 |       |
| Mold Castle         | The outer bailey of Mold Castle |      | 1100-tallet |       |                 |       |

## Gwynedd
| Navn              | Image                                                | Type | Dato                  | Stand | Ejerskab/adgang | Noter |
| ----------------- | ---------------------------------------------------- | ---- | --------------------- | ----- | --------------- | ----- |
| Bryn Bras Castle  | Bryn Bras castle                                     |      | 1800-tallet           |       |                 |       |
| Caernarfon Castle | Caernarfon Castle, western view at low tide          |      | 1200-tallet           |       | Cadw            |       |
| Carndochan Castle | Castell Carndochan, nær Rhosdylluan, Gwynedd, Wales. |      | 1200-tallet           |       |                 |       |
| Castell y Bere    | View over Castell y Bere                             |      | 1200-tallet           |       | Cadw            |       |
| Criccieth Castle  | Criccieth Castle                                     |      | 1200-tallet           |       | Cadw            |       |
| Dinas Emrys       | A view up the hillock, covered with vegetation.      |      | Keep fra 1100-tallet. |       |                 |       |
| Dolbadarn Castle  | Dolbadarn Castle                                     |      | 1200-tallet           |       | Cadw            |       |
| Harlech Castle    | Harlech Castle                                       |      | 1200-tallet           |       | Cadw            |       |
| Penrhyn Castle    | Penrhyn Castle                                       |      | 1800-tallet           |       | National Trust  |       |

## Isle of Anglesey
| Navn                 | Image                                                            | Type | Dato        | Stand | Ejerskab/adgang | Noter |
| -------------------- | ---------------------------------------------------------------- | ---- | ----------- | ----- | --------------- | ----- |
| Castell Aberlleiniog | De to tårne på Castell Aberlleini og efter restaureringen i 2009 |      | 1100-tallet |       |                 |       |
| Beaumaris Castle     | Beaumaris Castle                                                 |      | 1200-tallet |       | Cadw            |       |

## Merthyr Tydfil
| Navn             | Image                                                        | Type | Dato        | Stand | Ejerskab/adgang | Noter |
| ---------------- | ------------------------------------------------------------ | ---- | ----------- | ----- | --------------- | ----- |
| Morlais Castle   | Billede af det eneste tilbageværende rum på Morlais castle.  |      | 1200-tallet |       |                 |       |
| Cyfarthfa Castle | Front view of Cyfarthfa Castle, Merthyr Tydfil, South Wales. |      | 1800-tallet |       |                 |       |

## Monmouthshire
| Navn                       | Image | Type | Dato                        | Stand | Ejerskab/adgang | Noter                                                     |
| -------------------------- | --- | ---- | --------------------------- | ----- | --------------- | --------------------------------------------------------- |
| Abergavenny Castle         | Abergavenny Castle curtain wall interior. Abergavenny Castle is a castle in the town of Abergavenny, Monmouthshire in south east Wales. |      | 1000-tallet til 1200-tallet |       |                 |                                                           |
| Betws Newydd               | |      | Borg fra 1000-tallet        |       |                 |                                                           |
| Caldicot Castle            | The front entrance of Caldicot Castle in south Wales.                                                                                   |      | 1100-tallet til 1400-tallet |       |                 |                                                           |
| Castell Arnold             | Site of Castle Arnold |      | 1100-tallet                 |       |                 | Nær Llanover                                              |
| Chepstow Castle            | Chepstow Castle |      | 1000-tallet til 1300-tallet |       | Cadw            |                                                           |
| Dingestow Castle           | Ditch at Dingestow Castle |      | 1000-tallet and 1100-tallet |       |                 | To borge, én fra 1000-tallet og den anden fra 1100-tallet |
| Grosmont Castle            | Grosmont Castle |      | 1100-tallet til 1300-tallet |       | Cadw            |                                                           |
| Llanfair Kilgeddin Castle  | Llanfair Kilgeddin motte |      | 1000-tallet                 |       |                 |                                                           |
| Llantrisant Castell Troggy | Remains of Cas Troggy |      | 1200-tallet                 |       |                 |                                                           |
| Llanvair Discoed Castle    | Llanvair Discoed Castle ruins from St. Mary's churchyard                                                                                |      | 1100-tallet til 1200-tallet |       |                 |                                                           |
| Monmouth Castle            | Ruins of the 1100-tallet castle at Monmouth                                                                                             |      | 1000-tallet til 1200-tallet |       | Cadw            |                                                           |
| Newcastle                  | |      | 1000-tallet                 |       |                 |                                                           |
| Penrhos Castle             | |      | 1000-tallet                 |       |                 |                                                           |
| Pen y Clawdd Castle        | |      | 1000-tallet                 |       |                 | Nær Abergavenny                                           |
| Raglan Castle              | Raglan Castle |      | 1400-tallet                 |       | Cadw            |                                                           |
| Skenfrith Castle           | Great Tower, Skenfrith Castle |      | 1100-tallet til 1200-tallet |       | Cadw            |                                                           |
| Tregrug Castle             | Part of Llangibby Castle ruins |      | 1200-tallet                 |       |                 |                                                           |
| Trellech Castle            | Tump Terret |      | 1100-tallet                 |       |                 |                                                           |
| Usk Castle                 | Garrison Tower from the inner ward |      | 1100- til 1300-tallet       |       |                 |                                                           |
| White Castle               | White Castle |      | 1000- til 1200-tallet       |       | Cadw            |                                                           |

## Neath Port Talbot
| Navn         | Image        | Type | Dato        | Stand | Ejerskab/adgang    | Noter |
| ------------ | ------------ | ---- | ----------- | ----- | ------------------ | ----- |
| Neath Castle | Neath Castle |      | 1100-tallet |       | Neath Town Council |       |

## Newport
| Navn            | Image                                       | Type | Dato                  | Stand | Ejerskab/adgang | Noter |
| --------------- | ------------------------------------------- | ---- | --------------------- | ----- | --------------- | ----- |
| Caerleon Castle | Round Tower at The Hanbury Arms, 2010       |      | 1000- til 1200-tallet |       |                 |       |
| Newport Castle  | Newport Castle                              |      | 1200-tallet           |       | Cadw            |       |
| Pencoed Castle  | Probably part of the earlier castle.        |      | 1200-tallet           |       |                 |       |
| Penhow Castle   | Penhow castle viewed from the parish church |      | 1100-tallet           |       |                 |       |

## Pembrokeshire
| Navn                 | Image                                                                     | Type             | Dato                        | Stand | Ejerskab/adgang                  | Noter |
| -------------------- | ------------------------------------------------------------------------- | ---------------- | --------------------------- | ----- | -------------------------------- | ----- |
| Benton Castle        | Benton Castle                                                             |                  | no date                     |       |                                  |       |
| Carew Castle         | Domestic Tudor-period ranges from across the mill pond til the north west |                  | 1000-tallet til 1500-tallet |       | Privat / Åben for offentligheden |       |
| Cilgerran Castle     | West tower, and access bridge til the inner ward over gully               |                  | 1200-tallet                 |       | Cadw                             |       |
| Haverfordwest Castle | Haverfordwest Castle                                                      |                  | 1100-tallet                 |       |                                  |       |
| Llawhaden Castle     | Llawhaden Castle Gatehouse today                                          |                  | 1100- til 1300-tallet       |       | Cadw                             |       |
| Manorbier Castle     | Manorbier Castle                                                          |                  | 1100- til 1300-tallet       |       | Privat / Åben for offentligheden |       |
| Narberth Castle      | Narberth castle ruins in Pembrokeshire, Wales, looking towards the south. |                  | 1200-tallet                 |       |                                  |       |
| Pembroke Castle      | File:Pembroke_Castle_-_June_2011.jpg                                      |                  | 1100-tallet & 1200-tallet   |       | Privat / Åben for offentligheden |       |
| Picton Castle        | Picton Castle in 2013                                                     |                  | 1100-tallet                 |       | Picton Castle Trust              |       |
| Roch Castle          | Roch Castle                                                               |                  | 1100-tallet                 |       | Privat                           |       |
| Tenby Castle         | A gate leading til Tenby Castle.                                          |                  | 1200-tallet                 |       |                                  |       |
| Upton Castle         |                                                                           |                  | 1200-tallet                 |       | Privat                           |       |
| Wiston Castle        | Wiston Castle in April 2006                                               |                  | 1100-tallet                 |       | Cadw                             |       |
| Wolf's Castle        | Wolf's Castle motte from the east                                         | Motte and bailey | 1000-tallet                 |       |                                  |       |

## Powys
Borge og slotte, hvoraf kun jordvolde, fragmenter eller intet er bevaret inkluderer:
- Aberllynfi Castle
- Barland Castle
- Beguildy Castle
- Bleddfa Castle
- Builth Castle
- Buddugre Castle
- Burfa Castle
- Castell Crugerydd
- Castell Dinas
- Castell Du
- Castle Kinsey
- Castle Nimble
- Cefnllys Castle
- Clyro Castle
- Colwyn Castle
- Crug Eryr Castle
- Cymaron Castle
- Dinieithon Castle
- Evenjobb Castle
- Glan Edw Castle
- Glasbury Castle
- Hen Domen
- Knighton Castles
- Knucklas Castle
- Llanafan Fawr Castle
- Mathrafal
- New Radnor Castle
- Painscastle Castle
- Penarth Castle
- Rhayader castle
- Tinboeth Castle
- Tomen Castle
- Womaston Castle

| Navn               | Image                                                                                | Type | Dato                        | Stand | Ejerskab/adgang  | Noter                                  |
| ------------------ | ------------------------------------------------------------------------------------ | ---- | --------------------------- | ----- | ---------------- | -------------------------------------- |
| Aberedw Castle     | Står stadig. Stort set den eneste del af Aberedw castle i forbløffende god tilstand. |      | 1000-tallet til 1200-tallet |       |                  | To borge fra hhv. 1000- og 1200-tallet |
| Blaenllyfni Castle | The ruins of Blaenllyfni Castle                                                      |      | 1200-tallet                 |       |                  |                                        |
| Brecon Castle      | Brecon Castle                                                                        |      | 1000-tallet                 |       | Hotel            |                                        |
| Bronllys Castle    | Bronllys Castle motte and tower                                                      |      | 1100-tallet                 |       | Cadw             |                                        |
| Crickhowell Castle | Remains of Crickhowell Castle                                                        |      | 1100-tallet                 |       |                  |                                        |
| Dolforwyn Castle   | Dolforwyn Castle, Powys                                                              |      | 1200-tallet                 |       | Cadw             |                                        |
| Hay Castle         | Hay Castle, Hay-on-Wye                                                               |      | 1000- eller 1100-tallet     |       | Hay Castle Trust |                                        |
| Maesllwch Castle   | Maesllwch Castle                                                                     |      | 1800-tallet                 |       | Privat           | 1800-talshus i borgstil                |
| Montgomery Castle  | The ruin gatehouse til the inner ward seen from the south                            |      | 1200-tallet                 |       | Cadw             |                                        |
| Powis Castle       | Powis Castle, originally built c. 1200 as a fortress of the Welsh Princes of Powys.  |      | 1100-tallet til 1800-tallet |       | National Trust   |                                        |
| Tretower Castle    | Tretower Castle                                                                      |      | 1100-tallet                 |       | Cadw             |                                        |

## Rhondda Cynon Taf
| Navn               | Image                             | Type | Dato        | Stand | Ejerskab/adgang | Noter |
| ------------------ | --------------------------------- | ---- | ----------- | ----- | --------------- | ----- |
| Llantrisant Castle | The remains of Llantrisant Castle |      | 1200-tallet |       |                 |       |

## Swansea
| Navn               | Image                                                                        | Type | Dato                      | Stand | Ejerskab/adgang                    | Noter |
| ------------------ | ---------------------------------------------------------------------------- | ---- | ------------------------- | ----- | ---------------------------------- | ----- |
| Loughor Castle     | Loughor Castle                                                               |      | 1100-tallet               |       | Cadw                               |       |
| Oxwich Castle      | Oxwich Castle and dovecote                                                   |      | 1500-tallet               |       | Cadw                               |       |
| Oystermouth Castle | Oystermouth Castle                                                           |      | 1100-tallet & 1200-tallet |       | City and County of Swansea Council |       |
| Pennard Castle     | Castell Pennard                                                              |      | 1100-tallet               |       | Pennard Golf Course                |       |
| Penrice Castle     | The 1700-tallet-century mansion (left) and the remains of the castle (right) |      | 1200-tallet               |       | Privat                             |       |
| Swansea Castle     | The remaining ruins of Swansea Castle seen from across Castle Street.        |      | 1100-tallet               |       | Cadw                               |       |
| Weobley Castle     | The west face of Weobley Castle                                              |      | 1200-tallet               |       | Cadw                               |       |

## Vale of Glamorgan
Borge og slotte, hvoraf kun jordvolde, fragmenter eller intet er bevaret inkluderer:
- Dinas Powis
- Wrinstone Castle

| Navn               | Image                                          | Type | Dato                      | Stand | Ejerskab/adgang  | Noter |
| ------------------ | ---------------------------------------------- | ---- | ------------------------- | ----- | ---------------- | ----- |
| Barry Castle       | Barry Castle, Barry, Vale of Glamorgan         |      | 1200-tallet - 1300-tallet |       | Cadw             |       |
| Fonmon Castle      | Fonmon Castle, Vale of Glamorgan, Wales        |      | 1300-tallet               |       | Privat           |       |
| Hensol Castle      | South elevation of Hensol Castle, March 2003   |      | 1700-tallet               |       | Privat           |       |
| Ogmore Castle      | Stepping Stones on River Ogmore, Ogmore Castle |      | 1100-tallet               |       | Cadw             |       |
| Old Beaupre Castle | Inner courtyard and Renaissance porch          |      | 1500-tallet               |       | Cadw             |       |
| Penmark Castle     | Penmark_Castle,_seen_from_the_churchyard       |      | 1100-tallet               |       |                  |       |
| St Donat's Castle  | St Donat's Castle                              |      | 1100-tallet               |       | Atlantic College |       |
| St Quintins Castle | Saint Quentin's castle, Llanblethian           |      | 1300-tallet               |       | Cadw             |       |

## Wrexham
| Navn         | Image                                           | Type | Dato        | Stand | Ejerskab/adgang | Noter |
| ------------ | ----------------------------------------------- | ---- | ----------- | ----- | --------------- | ----- |
| Chirk Castle | Chirk Castle with Adam's Tower in Far Left Side |      | 1200-tallet |       | National Trust  |       |
| Holt Castle  | Remains of Holt Castle                          |      | 1200-tallet |       |                 |       |